# Guizhoumyophoria
Guizhoumyophoria is een uitgestorven geslacht van tweekleppigen uit de  familie van de Myophoriidae.

## Soort
- Guizhoumyophoria quadrata (Yin, 1974) †